# Чур (бог)
Щур (Цур, Шур, Чур) — один з найдавніших і найпопулярніших у давніх українців «домашніх» богів; охоронець домашнього вогнища, тепла, затишку. Бог добробуту, добрий дух дому та заступник роду. Іноді уявлявся та зображувався у вигляді вогню, що палає в печі. Вирізьблювався на дереві, вишивався на рушниках. За повір'ям, звертання до Чура охороняло людину від зла. (За О. Афанасьєвим)
З усіх богів Вирію лише Чур міг проникати в пекло й відбивати в Пека невинні душі добрих людей чи своїх лицарів-побратимів, повертати їх на землю чи до Вирію. Битви Чура з Пеком у підземеллі, за уявою давніх українців, призводили до землетрусів. Походи Чура в пекло, двобої з Пеком становлять низку давньоукраїнських пригодницьких казок. (За М. Слободянюком)